# المپیک تابستانی جوانان ۲۰۱۸
بازی‌های المپیک تابستانی جوانان ۲۰۱۸ سومین دوره المپیک تابستانی جوانان است که در شهر بوئنوس آیرس آرژانتین از ۶ تا ۱۸ اکتبر ۲۰۱۸ برگزار می‌شود. این مسابقات اولین دوره از مسابقات تابستانی است که در خارج از قارهٔ آسیا برگزار می‌شود.

## انتخاب میزبان
رای‌گیری برای انتخاب میزبان این دوره از مسابقات در اجلاس کمیته بین‌المللی المپیک در شهر لوزان انجام شد. نتایج این رای‌گیری به شرح زیر است:
| نتایج رای‌گیری انتخاب میزبان المپیک تابستانی جوانان ۲۰۱۸ | نتایج رای‌گیری انتخاب میزبان المپیک تابستانی جوانان ۲۰۱۸ | نتایج رای‌گیری انتخاب میزبان المپیک تابستانی جوانان ۲۰۱۸ | نتایج رای‌گیری انتخاب میزبان المپیک تابستانی جوانان ۲۰۱۸ |
| ------------------------------------------------------- | ------------------------------------------------------- | ------------------------------------------------------- | ------------------------------------------------------- |
| شهر                                                     | کشور                                                    | دور اول                                                 | دور دوم                                                 |
| بوئنوس آیرس                                             | آرژانتین                                                | ۴۰                                                      | ۴۹                                                      |
| مدلین                                                   | کلمبیا                                                  | ۳۲                                                      | ۳۹                                                      |
| گلاسگو                                                  | بریتانیا                                                | ۱۳                                                      | –                                                       |

## ورزش‌ها
- ورزش‌های آبی
  -  شیرجه (۵) (جزئیات) 
  -  شنا (۳۶) (جزئیات)
- تیراندازی با کمان (۳) (جزئیات)
- دو و میدانی (۳۸) (جزئیات)
- بدمینتون (۳) (جزئیات)
- بسکتبال (۴) (جزئیات)
- هندبال ساحلی (۲) (جزئیات)
- والیبال ساحلی (۲) (جزئیات)
- بوکس (۱۳) (جزئیات)
- قایقرانی (۸) (جزئیات)
- دوچرخه‌سواری (۴) (جزئیات)
- رقص ورزشی (۳) (جزئیات)
- سوارکاری (۲) (جزئیات)
- شمشیربازی (۷) (جزئیات)
- هاکی روی چمن (۲) (جزئیات)
- فوتسال (۲) (جزئیات)
- گلف (۳) (جزئیات)
- ژیمناستیک  (جزئیات) 
  -  ژیمناستیک آکروباتیک (۱) 
  -  ژیمناستیک هنری (۱۳) 
  -  ژیمناستیک ریتمیک (۱) 
  -  ترامپولین (۲)
- جودو (۹) (جزئیات)
- کاراته (۶) (جزئیات)
- پنج‌گانه مدرن (۳) (جزئیات)
- اسکیت سرعت (۲) (جزئیات)
- روئینگ (۴) (جزئیات)
- راگبی ۷ نفره (۲) (جزئیات)
- قایقرانی بادبانی (۵) (جزئیات)
- تیراندازی (۶) (جزئیات)
- صخره‌نوردی (۲) (جزئیات)
- تنیس روی میز (۳) (جزئیات)
- تکواندو (۱۰) (جزئیات)
- تنیس (۵) (جزئیات)
- ورزش سه‌گانه (۳) (جزئیات)
- وزنه‌برداری (۱۲) (جزئیات)
- کشتی (۱۵) (جزئیات)

## کشورهای شرکت کننده
| - آلبانی (۱) - الجزایر (۲) - ساموآی آمریکا (۹) - آرژانتین (۱۱۰) میزبان - ارمنستان (۱) - استرالیا (۹) - اتریش (۱۲) - جمهوری آذربایجان (۲) - بنگلادش (۱) - بلاروس (۳) - بلژیک (۵) - بوسنی و هرزگوین (۱) - برزیل (۴) - بلغارستان (۳) - کانادا (۱) - شیلی (۱) - چین (۱۵) - کلمبیا (۳) - کرواسی (۲) - جمهوری چک (۱) - دانمارک (۱) - مصر (۷) - اکوادور (۱) - استونی (۱) - فنلاند (۱) - فرانسه (۱۷) - گرجستان (۱) - آلمان (۵) - بریتانیای کبیر (۴) - یونان (۵) - هنگ کنگ (۲) - مجارستان (۹) - هند (۳) - اندونزی (۲) - ایران (۱۴) - عراق (۱۰) - اسرائیل (۴) - ایتالیا (۱۱) - ژاپن (۸) - قزاقستان (۵) - لبنان (۱) - لیختن‌اشتاین (۱) - لیتوانی (۳) - موریس (۱۸) - موریتانی (۱) - مکزیک (۱) - مولداوی (۲) - میانمار (۱) - هلند (۹) - نیوزیلند (۱۱) - نیکاراگوئه (۱) - نیجریه (۱) - کره شمالی (۳) - نروژ (۱) - پاکستان (۱) - پاراگوئه (۱۸) - فیلیپین (۱) - لهستان (۲۱) - پرتغال (۹) - پورتوریکو (۱) - رومانی (۲) - روسیه (۱۴) - سنت وینسنت و گرنادین‌ها (۱) - صربستان (۲) - اسلواکی (۱) - اسلوونی (۲) - جزایر سلیمان (۹) - آفریقای جنوبی (۳) - کره جنوبی (۶) - اسپانیا (۹) - سری‌لانکا (۱) - سودان (۱) - سوئد (۱) - سوئیس (۱) - چین تایپه (۱۲) - تایلند (۲۴) - تونس (۲) - ترکیه (۴) - اوگاندا (۱) - اوکراین (۲) - امارات متحده عربی (۱) - ایالات متحده آمریکا (۱۴) - اروگوئه (۱) - ازبکستان (۳) - ونزوئلا (۲۱) - ویتنام (۱) |